# Spilosoma aspersa
Spilosoma aspersa är en fjärilsart som beskrevs av Paul Mabille 1878. Spilosoma aspersa ingår i släktet Spilosoma och familjen björnspinnare. Inga underarter finns listade i Catalogue of Life.